# 屯門黃金海岸海豚廣場
22°22′02″N 113°59′21″E / 22.3672°N 113.9891°E

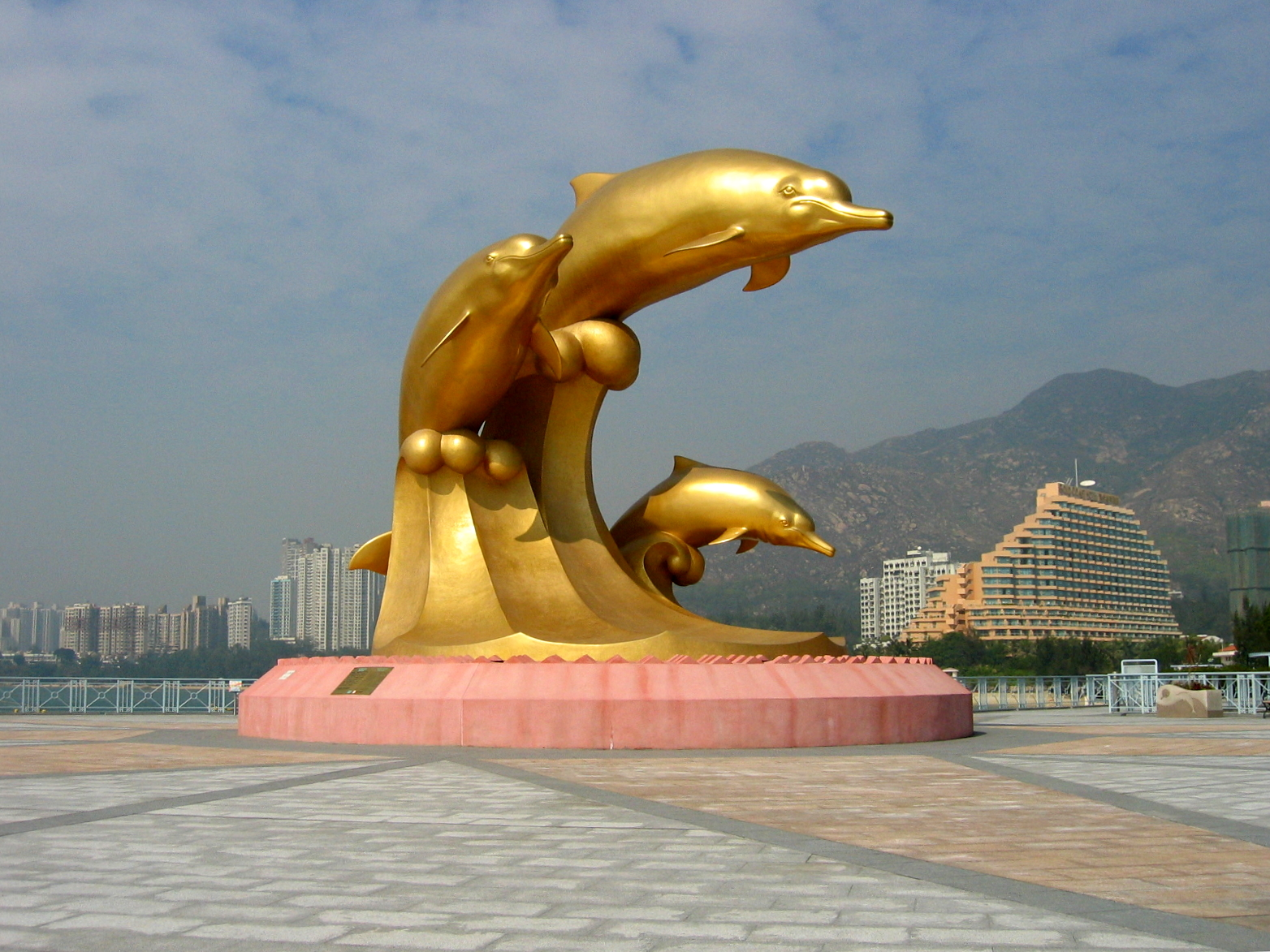
屯門黃金海岸海豚廣場中華白海豚雕像

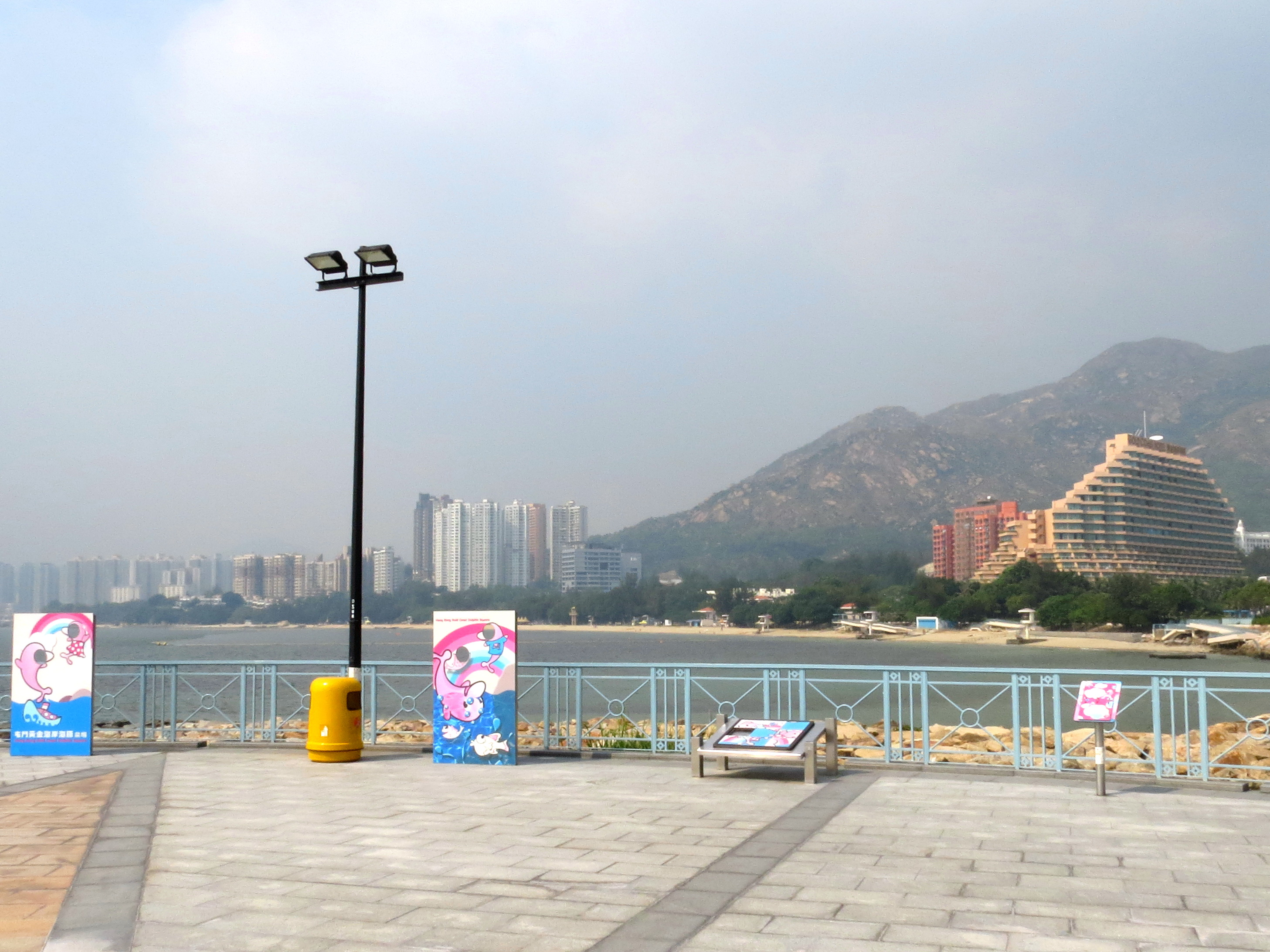
黃金海岸海豚廣場設有拼圖遊戲及海豚造型立板供遊人拍照留念

屯門黃金海岸海豚廣場是香港的一個廣場，位於新界屯門區黃金海岸。
為了吸引更多中外旅客到訪，信和集團與屯門區議會於2005年合作，斥資250萬港元於康樂及文化事務署轄下的黃金泳灘興建中華白海豚雕像。雕像位於泳灘的末端，跟龍珠島對望，所在地則原是直升機坪。整個構思參考了新加坡著名的魚尾獅像，雕塑由三條海豚組成，分別象徵和平、自由、快樂，寓意屯門區吉祥連連，歡樂綿綿。
海豚像高9米、闊6.45米、長11米，由兩大一小的海豚組成，形態彷如由海中躍出，動感十足，配以特別燈光效果，使金光閃閃的海豚像，於日夜間產生不同景緻，各具特色。

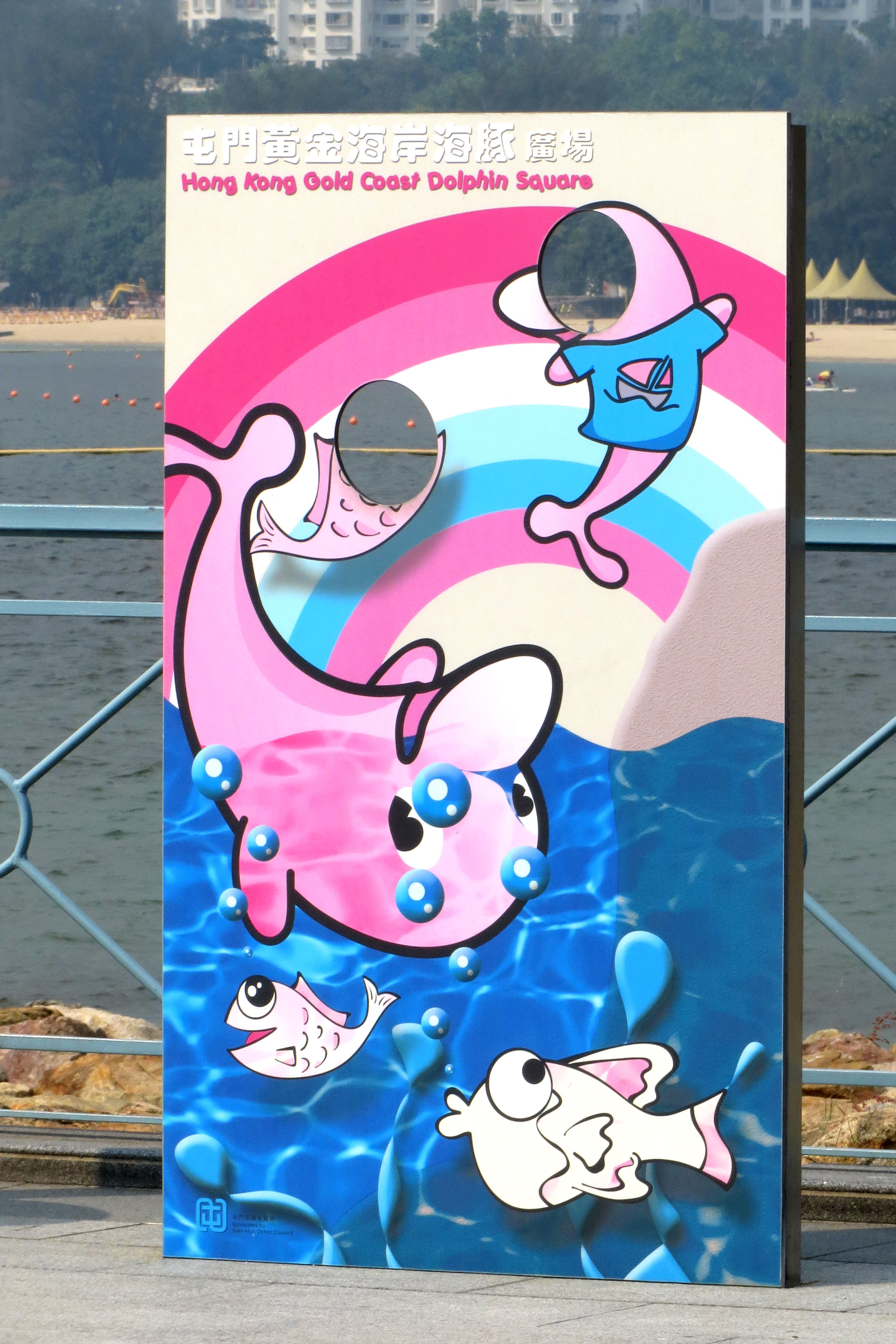
海豚造型立板
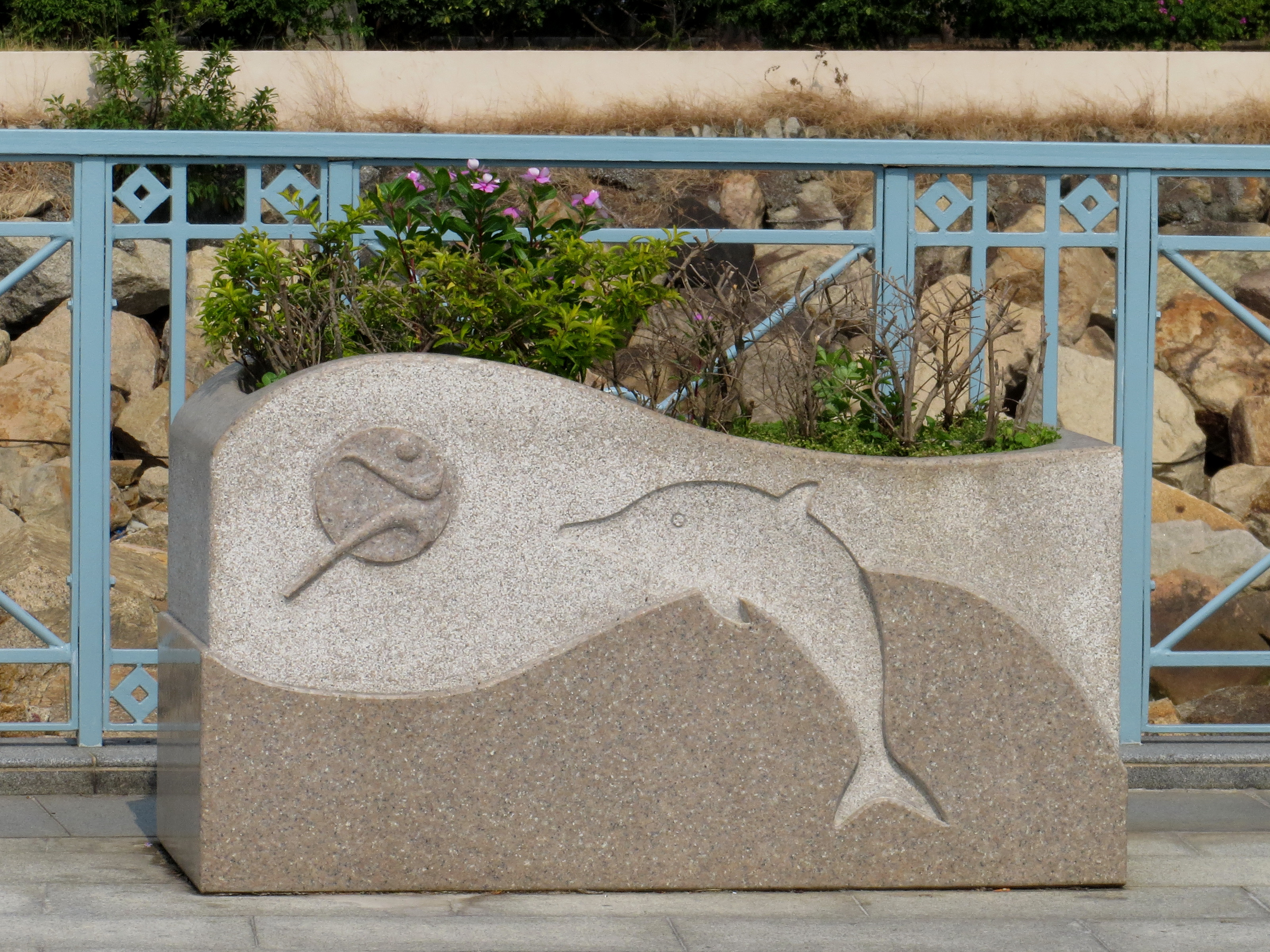
黃金海岸海豚廣場有海豚設計的花槽

## 資料來源
1. ↑  . 香港特別行政區政府 商務及經濟發展局 電影服務統籌科網站. 2012-09-25  [2012-10-23].[永久]

## 參看
- 中港城海豚池平台花園